# Gouverneurswahlen in den Vereinigten Staaten 2009

In zwei Staaten fanden 2009 Gouverneurswahlen statt:
Sowohl in New Jersey (oben) als auch in Virginia setzten sich die republikanischen Kandidaten durch.

Die Gouverneurswahlen in den Vereinigten Staaten 2009 fanden am 3. November 2009 statt. Es wurde in zwei Bundesstaaten gewählt: New Jersey und Virginia. Beide Staaten wurden durch Gouverneure regiert, die der Demokratischen Partei angehören und 2005 gewählt wurden; siegreich waren nun jeweils die Bewerber der Republikanischen Partei.

## Virginia
Amtsinhaber Tim Kaine von den Demokraten konnte nicht erneut kandidieren, da die Verfassung Virginias zwei aufeinander folgende Amtsperioden eines Gouverneurs verbietet. Es war zunächst vermutet worden, dass der Amtsvorgänger Mark Warner für die Demokraten wieder antreten würde (dies wäre nach der Verfassung Virginias auch erlaubt, nur zwei aufeinander folgende Amtsperioden sind verboten), jedoch trat Warner bei den Wahlen zum Senat 2008 an und gewann den zweiten Senatssitz Virginias.

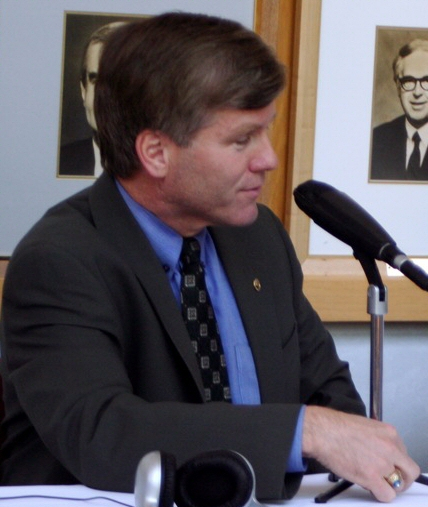
Wahlsieger in Virginia: der Republikaner Bob McDonnell.

Bei den Primarys am 9. Juni 2009 setzte sich Creigh Deeds, Mitglied des Senats von Virginia, mit 50 % der Stimmen deutlich gegen seine Konkurrenten Terry McAuliffe (26 %) und Brian Moran (24 %) durch. McAuliffe, ehemaliger Vorsitzender des Democratic National Committee, war angesichts der Unterstützung durch Ex-Präsident Bill Clinton sowie die amtierenden Gouverneure Ed Rendell (Pennsylvania) und Brian Schweitzer (Montana) leichter Favorit gewesen, zumal er mit 8,2 Millionen Dollar auch das höchste Wahlkampfbudget aufwies. Creigh Deeds gab lediglich knapp 3,5 Millionen Dollar aus.
Bei den Republikanern war Bob McDonnell, Attorney General von Virginia, der einzige Kandidat in den Vorwahlen.
In Umfragen, die einige Tage vor den demokratischen Primarys durchgeführt wurden, lag der Republikaner McDonnell ca. 1–4 Prozentpunkte vor dem Demokraten Deeds.
Nachdem sich Deeds als Kandidat durchgesetzt hatte, lag er in den Meinungsumfragen bis zum Wahltag praktisch durchweg mit deutlichem Rückstand hinter McDonnell zurück. Die letzte Wählerbefragung drei Tage vor der Wahl sah den Republikaner mit 58 Prozent der Stimmen vorn; sein demokratischer Konkurrent erreichte 40 Prozent. Das letztliche Wahlergebnis wich davon nur noch geringfügig ab: Bob McDonnell setzte sich mit 58,7 Prozent der Stimmen durch, während Creigh Deeds mit einem Anteil von 41,3 Prozent klar unterlegen war.

## New Jersey

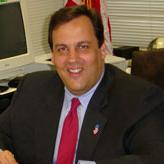
Wahlsieger in New Jersey: der Republikaner Chris Christie.

In New Jersey kandidierte der demokratische Amtsinhaber, Gouverneur Jon Corzine, für eine zweite Amtsperiode.
Bei den republikanischen Vorwahlen am 2. Juni setzte sich der ehemalige Staatsanwalt Chris Christie mit 55 % gegenüber seinen Mitbewerbern Steve Lonegan und Rick Merkt durch.
In einer Umfrage von Rasmussen Reports, die am Tag nach den Vorwahlen durchgeführt wurde, lag der Republikaner Christie mit 51 % deutlich vor Amtsinhaber Corzine, der auf 38 % kam. In den folgenden Monaten gelang es Corzine, gegenüber Christie aufzuholen. Kurz vor der Wahl ergab eine Umfrage einen Rückstand von nur noch drei Prozentpunkten; dem unabhängigen Kandidaten Chris Daggett wollten elf Prozent der Befragten ihre Stimme geben.
Letztlich gelang es Corzine aber nicht mehr, seinen Rückstand aufzuholen. Mit 49 Prozent der Stimmen gelang es Chris Christie, den Amtsinhaber zu bezwingen, der auf 45 Prozent kam; Chris Daggett erhielt lediglich sechs Prozent.

## Reaktionen
Michael Steele, Vorsitzender des Republican National Committee, sah die Erfolge der beiden republikanischen Bewerber als deutliches Zeichen der Bürger gegen die Politik von Präsident Barack Obama, besonders jenen in New Jersey: „In einem Staat, der mit überwältigender Mehrheit für Präsident Obama stimmte, sendet diese deutliche Niederlage für Corzine eine klare Nachricht an die Demokraten im ganzen Land. Diese Wahl ist eine Absage an die linksgerichtete Politik, die unsere Nation verletzt.“ Der scheidende Gouverneur von Virginia, Tim Kaine, bezeichnete in seiner Funktion als Vorsitzender des Democratic National Committee den Ausgang der Wahlen als typisch, indem sie mit dem Sieg der Partei endeten, die in Washington nicht an der Macht ist.